# Perfect Strangers (album)
Perfect Strangers jedanaesti je studijski album britanskog hard rock sastava Deep Purple, kojeg u Americi 1984. godine objavljuje diskografska kuća 'Mercury Records', a u Velikoj Britaniji  'Polydor'.
Ovo je prvi album najuspješnije Deep Purplove postave Mark II od 1973. godine, kada su objavili Who Do We Think We Are i nakon toga se razišli. Ovo je također i prvi njihov album nakon devet godina kad su 1975. snimili Come Taste the Band.
Verzija izdanja na CD-u i kazeti, sadrži ekstra skladbu "Not Responsible". Album se nanovo objavljuje 22. lipnja 1999. godine s bonus instrumentalom "Son of Alerik".
Deborah Frost iz Rolling Stone časopisa daje albumu prolaznu ocjenu, govoreći kako je materijal na njemu brže bolje natrpan. Album je dosegao #5 u Velikoj Britaniji, te #17 na 'Billboardovoj' Top 200 ljestvici albuma u SAD-u.

## Popis pjesama
Sve pjesme napisali su Ritchie Blackmore, Ian Gillan i Roger Glover. osim gdje je drugačije naznačeno.
1. "Knocking at Your Back Door" – 7:00
2. "Under the Gun" – 4:35
3. "Nobody's Home" (Blackmore, Gillan, Glover, Jon Lord, Ian Paice) – 3:55
4. "Mean Streak" – 4:20
5. "Perfect Strangers" – 5:23
6. "Gypsy's Kiss" – 4:40
7. "Wasted Sunsets" – 3:55
8. "Hungry Daze" – 4:44

### Bonus tracks on the CD and the 1999 CD re-issue
1. "Not Responsible" – 4:36
  - originalno samo na kazeti i CD-u, ne na vinila LP-u
2. "Son of Alerik" (Blackmore) – 10:02
  - ne na originalnoj kaseti, vinilu ili CD izdanju; koristi se na 7" b-strani, ili puna verzija na 12" "Perfect Strangers" singlu.

## Izvođači
- Ritchie Blackmore - gitara
- Ian Gillan - vokal
- Roger Glover - bas-gitara
- Jon Lord - orgulje, klavijature
- Ian Paice - bubnjevi

### Produkcija
- Producent - Roger Glover & Deep Purple
- Projekcija - Nick Blagona

## Vanjske poveznice
- Discogs.com - Deep Purple - Perfect Strangers